# La trágica historia del doctor Fausto
La trágica historia del doctor Fausto, traducida también simplemente como Doctor Fausto (título original en inglés: The Tragical History of the Life and Death of Doctor Faustus), es una obra de teatro inglesa escrita por Christopher Marlowe, basada en la leyenda de Fausto, en la que un hombre vende su alma al diablo para conseguir poder y conocimiento. Puede interpretarse como una metáfora del hombre que elige lo material a lo espiritual, por lo que pierde su alma. El Fausto de Marlowe fue publicado en 1604, once años después de la muerte de Marlowe y doce después de su primera representación. No se guarda ningún manuscrito original, pero existen dos textos tempranos, uno de 1604 y otro de 1616.
La obra trata la historia de Fausto, doctor en teología, que en su búsqueda del conocimiento decide vender su alma al Diablo para conseguir los favores de uno de sus siervos, el demonio Mefistófeles. Consta de un prólogo, trece escenas y un epílogo. Está escrita principalmente en verso blanco (pentámetro yámbico carente de rima), aunque también hay breves trozos en prosa.

## Orígenes de la obra
Christopher Marlowe escribió la obra probablemente en 1592, aunque la fecha exacta sigue siendo desconocida, ya que no se publicó hasta diez años más tarde. El tema del doctor Fausto es antiguo en el folclore cristiano, aunque el individuo no lleve necesariamente el nombre de Fausto. El nombre comenzó a asociarse con la figura histórica de Johannes Faustus, un "astrólogo" nacido en la Alemania de principios del siglo XVI. El antecedente inmediato a la obra de Marlowe parece haber sido un texto germánico anónimo titulado "Historia von D. Iohan Fausten", publicado en 1587 por el librero alemán Johann Spies y traducido al inglés en 1592. Ya habían existido otras representaciones literarias de la historia de Fausto, pero la de Marlowe es la primera en alcanzar renombre. La historia inspiraría posteriormente el poema romántico de Johann Wolfgang von Goethe, y también óperas como la de Charles Gounod y Arrigo Boito, así como la sinfonía de Liszt o la obertura de Wagner.

## Sinopsis

### Prólogo
En el prólogo, el coro nos dice que tipo de texto va a ser Doctor Faustus; no sobre la guerra o el amor, sino sobre Fausto, el cual nació entre la clase baja, y que por sus méritos obtiene un doctorado en teología. Ya en este prólogo tenemos la primera pista que apunta a su perdición, al ser Fausto comparado con Ícaro, quien quiso volar tan cerca del sol, que, al derretir el sol la cera que sujetaba sus alas, murió por la caída. Sin embargo, no es el orgullo (hybris) lo que mueve a Fausto hacia su propia destrucción, sino el afán de conocimiento.

### Escenas I-IV
En la escena primera, Fausto reflexiona sobre los mejores tipos de estudio; considera primero la lógica, tal como fue enseñada por Aristóteles, pero la rechaza, pues su único fin, al parecer, es discutir, algo en lo que Fausto ya es bueno, y por lo tanto, no le es útil. Considera entonces la medicina, citando a Galeno, pero dado que él ya ha ganado una gran reputación como médico, y que la medicina no puede dar la inmortalidad, ésta tampoco es suficiente para él. Procede entonces a estudiar la ley, citando al emperador bizantino Justiniano, pero descarta la ley por ser insignificante, ya que trata sobre cosas pequeñas. Queda entonces el estudio de la divinidad, la teología, sin embargo, dice la Biblia que todos los hombres pecan, y más tarde que el castigo del pecado es la muerte, lo que Fausto considera inaceptable. Por esto Fausto decide investigar la magia y la nigromancia, que le convertirán en un "dios todopoderoso". 
Fausto pide a su sirviente Wagner que traiga a Valdés y a Cornelio, dos amigos que se dedican a la nigromancia, mientras estos llegan, el Ángel del Bien y el del Mal visitan a Fausto. El Ángel del Bien le urge a abandonar sus ideas sobre la magia y a que busque la sabiduría en la Biblia. El Ángel del Mal, por su parte, hace todo lo contrario, hablándole de los grandes poderes que la magia le proporcionará. Una vez estos se han ido se hace claro que es al segundo ángel al que Fausto va a escuchar. El sabio imagina cómo enriquecerse, mandando a los espíritus a buscar joyas y especias al fin del mundo, haciendo que le revelen los conocimientos prohibidos y haciéndose de rey de toda Alemania.
En la escena segunda otros dos doctores acuden a casa de Fausto. Wagner les indica que su amo está ocupado, reunido con Valdés y Cornelio. Los académicos, preocupados por las nuevas amistades de Fausto, temen que esté involucrándose en las artes mágicas. La escena tres describe la noche en que Fausto renuncia al Cielo, a Dios y jura lealtad al Diablo. El demonio Mefistófeles aparece entonces, pero Fausto no acaba de creerle, por lo que le pide que se vaya y regrese vestido de franciscano, ya que "esa es la forma sagrada que mejor sienta al diablo". Mefistófeles obedece a sus deseos y, al reaparecer, Fausto le pide que jure obediencia; sin embargo, Mefistófeles dice que solo puede obedecer a Lucifer. Fausto comienza a preguntar al demonio sobre el Infierno y el Diablo, a lo que este responde que tanto Lucifer como sus demonios fueron ángeles que se rebelaron contra Dios y fueron condenados al Infierno para siempre. Fausto encuentra una contradicción aquí, puesto que Mefistófeles está en la Tierra. Ante ello el demonio explica que el infierno está en todas partes ya que no es un lugar sino un estado: la privación de la presencia de Dios. Eso es el infierno. Fausto rechaza el aviso implícito de Mefistófeles y clama que venderá su alma al Diablo a cambio de que Mefistófeles le conceda 24 años de servicio. Mefistófeles parte entonces para dar el mensaje a su Señor. 
Wagner, por su parte, conversa con un bufón, al que trata de convencer para que se haga su sirviente durante siete años. El bufón es pobre y, en principio acepta, pero luego rechaza la oferta. Wagner conjura a dos diablos para que asusten al bufón, el cual se aterroriza y acepta la propuesta. Durante la obra, la relación de Wagner y su sirviente caricaturiza la de Fausto con Mefistófeles.

### Escenas V-VI
Fausto comienza a dudar de su decisión. El Ángel del Bien le pide que abandone sus planes y piense en el cielo, pero rechaza sus palabras diciendo que Dios no lo quiere ya. El Ángel del Mal persevera en que las ganancias bien merecen el coste. Fausto llama entonces a Mefistófeles quien dice que Lucifer ha aceptado su oferta. Fausto pregunta por qué ha aceptado Lucifer su oferta, a lo que este responde que Lucifer busca almas para poblar su reino y hacer a los humanos sufrir al igual que él sufre. 
A pesar de esta respuesta Fausto acepta el contrato, que firma con su sangre. Sin embargo, cuando trata de plantar su firma la sangre se coagula, haciéndolo imposible. Mefistófeles va a buscar fuego con que volver líquida la sangre y, mientras está fuera, Fausto duda de nuevo. Cuando Mefistófeles regresa, Fausto firma el contrato y descubre en su brazo la inscripción “Homo fuge” (hombre huye). Mientras Fausto se pregunta adónde puede huir, Mefistófeles le presenta a un grupo de demonios que le cubren de coronas y ricas vestimentas. 
Fausto comienza a interrogar a su nuevo sirviente, preguntando dónde se encuentra el infierno, a lo que este responde que no es un lugar concreto, sino que está en todas partes, donde las almas se encuentran privadas de Dios. Como puede verse, Mefistófeles elude las mal formuladas preguntas de Fausto dando siempre respuestas evasivas. Fausto pide entonces una esposa, por lo que Mefistófeles le ofrece una diabla, que Fausto rechaza. A su petición de aprender magia, Mefistófeles le da un libro para que lea cuidadosamente. 
Fausto duda una vez más, pero al aparecer de nuevo los ángeles se da cuenta de que: "...mi corazón es tan duro que no puedo arrepentirme...". Comienza entonces a preguntar a Mefistófeles sobre el universo y los planetas, y luego sobre quién creó el universo, pero Mefistófeles no puede responderle, pues "eso va en contra de nuestro reino", tras lo que se va, pues Fausto comienza a presionarle. Fausto vuelve a tener dudas, pero cuando está a punto de arrepentirse entran Lucifer, Belcebú y Mefistófeles. Estos dicen a Fausto que deje de pensar en Dios, y hacen una presentación de los siete Pecados Capitales. Cada uno de estos se aparece personificado frente a Fausto y hace un breve monólogo. El ver y hablar con los pecados anima a Fausto, que pide que se le enseñe el infierno. Lucifer promete llevarle allí esa misma noche y le da un libro de magia con el que puede aprender a cambiar de forma.

### Escenas VII-VIII
La escena VII se inicia con Wagner contándonos cómo Fausto ha viajado por los cielos en un carruaje tirado por dragones para aprender los secretos de la astronomía y que ahora ha estado midiendo los tamaños de las costas y los reinos, lo que le ha llevado a Roma. 
Fausto aparece, contando a Mefistófeles sobre sus viajes por Europa, primero en Alemania y Francia y luego en Italia. Una vez llegan a Roma, Mefistófeles anuncia que se encuentran en la cámara privada del Papa, por lo que deciden jugarle una mala pasada. (Lo que sucede en esta escena aparece solo en textos basados en el manuscrito de Doctor Faustus). Mientras Fausto y Mefistófeles miran, el Papa entra con un prisionero, Bruno, que había tratado de hacerse Papa respaldando al emperador alemán. Fausto y Mefistófeles se disfrazan de Cardenales y se aparecen ante el Papa, el cual les entrega a Bruno diciendo que debe ser enviado a prisión. Ellos, sin embargo le envían en caballo de vuelta a Alemania. 
El Papa después se encuentra con los cardenales de los que Fausto y Mefistófeles se habían disfrazado, los cuales, al negar que el prisionero les había sido entregado son mandados a prisión. El Papa y sus sirvientes se sientan entonces a cenar, Fausto y Mefistófeles, invisibles, alborotan alrededor de la mesa, gritando y moviendo los platos, por lo que los otros piensan que hay un fantasma en la habitación. El Papa comienza a santiguarse, para mucha diversión de los alborotadores. Cuando Fausto golpea en la oreja al Papa, todos salen corriendo. Un grupo de frailes entra en la sala, para exorcizarla de los espíritus; Fausto y el demonio les golpean, lanzando fuegos de artificio a su alrededor y se marchan de allí.
En la escena VIII Mefistófeles es llamado por unos ladrones borrachos, lo que enfada al demonio que los amenaza con convertirlos en un simio y un perro, tras lo que se va para reunirse con Fausto en Turquía.

### Coro Tercero / Escena IX
El coro entra en la escena para contarnos que Fausto ha regresado a Alemania y cómo ha incrementado su fama tras contar lo aprendido en sus viajes. Carlos V del Sacro Imperio Romano ha invitado a Fausto al palacio imperial. 
La escena IX se abre con dos caballeros, Martino y Frederick, que discuten la llegada de Bruno y Fausto. Martino dice que Fausto ha prometido conjurar el espíritu de Alejandro Magno. Fausto llega ante el emperador, quien le da las gracias por haber liberado a Bruno de la ira del Papa. Fausto dice entonces que está preparado para complacer los deseos del emperador, quien le pide que conjure a Alejandro Magno y a su amante. A lo que Fausto responde que solo puede llamar a los espíritus de estos, que tendrán una forma similar, pero no idéntica, y produce a Alejandro y a su amante. Conjura también un par de cuernos en la cabeza de Benvolio, que se había mostrado escéptico de los poderes de Fausto, diciéndole que tenga más respeto la próxima vez.
Humillado, Benvolio llama a sus amigos Martino y Frederick para atacar a Fausto, y mientras este abandona la corte, Benvolio le toma por sorpresa, le apuñala y le corta la cabeza. Pero mientras están celebrando su muerte y pensando qué otras fechorías hacer al cuerpo, Fausto se levanta, con su cabeza otra vez en sus sitio. La vida de Fausto pertenece a Mefistófeles y nadie más le puede matar. Llama a Mefistófeles que trae consigo a otros diablos que torturan a Benvolio, Martino y Frederick y les dejan unos cuernos en la cabeza, dejándolos a merced de la risa del mundo.

### Escenas X-XI
Fausto vende un caballo embrujado, avisando a su comprador de que no debe llevar el caballo al agua; cuando este se va, Fausto recuerda que sus 24 años de contrato están llegando a su fin y que pronto Lucifer se llevará su alma, tras lo que se queda dormido. El comprador del caballo reaparece, pues al llevar el caballo a un arroyo este se convirtió en paja, y quiere recuperar su dinero. Trata de despertar a Fausto tirando de su pierna, hasta que se la arranca y sale despavorido, mientras Fausto ríe su propia broma. Wagner luego entra y le dice a Fausto que el duque de Vanholt lo ha llamado. Fausto está de acuerdo en asistir y parten juntos. La siguiente escena no parece en el manuscrito A y consiste en una conversación entre los ladrones a los que asustó Mefistófeles y comprador del caballo en una taberna.
La escena XI se desarrolla en la corte del Duque de Vanholt, Fausto se ha ganado el favor del duque conjurando bellas ilusiones. La duquesa pide que se le traigan uvas, a pesar de no ser temporada, y Fausto pide a Mefistófeles que las traiga. En el texto B, los personajes citados anteriormente en la taberna aparecen en la corte y se enfrentan a Fausto, riéndose de su supuesta pierna de madera. Fausto les muestra su pierna, totalmente sana. Después comienzan a quejarse por las fechorías de Fausto, quien les silencia con un hechizo y se marchan. Los duques están encantados con la magia de Fausto y prometen recompensarle.

### Escenas XII-XIII / Epílogo
Wagner anuncia que Fausto va a morir y que le ha legado todo lo que tiene, sin embargo, no actúa como tal sino que está fuera debatiendo con otros doctores. Fausto entra con los doctores, que le piden que conjure a Elena de Troya, la cual, han decidido, es la "mujer más admirable de la historia". Mefistófeles trae a Elena, tras lo que los doctores se van. Un hombre entra tratando de persuadir a Fausto para que se arrepienta, Pero Mefistófeles hace que vuelva a jurar su alianza al infierno firmando de nuevo el contrato. Fausto pide que Mefistófeles castigue al hombre que han tratado de persuadirle, pero este no puede tocar su alma aunque sí maltratar su cuerpo. Fausto pide entonces que vuelva a traer a Elena, a la que besa, tras admirar encarecidamente su belleza.
En la escena XIII, la vida de Fausto está llegando a su fin. Cuenta a los doctores sobre su pacto con Lucifer y estos se horrorizan y tratan de buscar un medio de salvación. Pero Fausto cree que no hay nada que hacer. Conforme el reloj avanza, Fausto comienza a rogar a Dios porque el castigo se reduzca a mil años, o cien mil años, cualquier cosa mejor que la eternidad, para que su alma pueda ser salvada. Desea haber sido un animal, así podría simplemente dejar de existir. Cuando el reloj marca las doce, los demonios aparecen para llevarse a Fausto entre los gritos y maldiciones de este. En el epílogo, el coro entra alertando a los sabios de no cambiar sus almas por la sabiduría.